# Wise Blood
Wise Blood is een Amerikaans-Duitse dramafilm uit 1979 onder regie van John Huston. Het scenario is gebaseerd op de gelijknamige roman uit 1952 van de Amerikaanse auteur Flannery O'Connor.

## Verhaal
Na de oorlog keert Hazel Moots terug naar zijn geboortedorp in Georgia. Hij ontmoet er een blinde predikant, die beweert zijn ogen te hebben uitgestoken om Gods licht te kunnen zien. Uit afkeer voor de huichelarij van de dorpelingen besluit Moots om zijn eigen Kerk op te richten.

## Rolverdeling
| Acteur               | Personage      |
| -------------------- | -------------- |
| Brad Dourif          | Hazel Motes    |
| John Huston          | Grootvader     |
| Dan Shor             | Enoch Emory    |
| Harry Dean Stanton   | Asa Hawks      |
| Amy Wright           | Sabbath Lily   |
| Mary Nell Santacroce | Huisbazin      |
| Ned Beatty           | Hoover Shoates |
| William Hickey       | Predikant      |
| J.L. Parker          | Karl           |
| Marvin Sapp          | Raymond        |
| Richard Earle        | Jakob Winslow  |
| Herb Kossover        | Jacob Wood     |
| Betty Lou Groover    | Leora Watts    |
| John Tyndall         | Loki Martinson |
| Gilaaron Houck       |                |